# Gossliwil
Gossliwil est une localité et une ancienne commune suisse du canton de Soleure, située dans le district de Bucheggberg. 

## Histoire
Siège de plusieurs villae romaines, le village appartient, au Moyen Âge, à la seigneurie de Buchegg dans le landgraviat de Bourgogne (de).
Le 1er janvier 2014, elle a fusionné avec ses voisines d'Aetigkofen, Aetingen, Bibern, Brügglen, Hessigkofen, Küttigkofen, Kyburg-Buchegg, Mühledorf et Tscheppach pour former la nouvelle commune de Buchegg.